# Evaniella gemina
Evaniella gemina är en stekelart som först beskrevs av August Schletterer 1889.  Evaniella gemina ingår i släktet Evaniella och familjen hungersteklar. Inga underarter finns listade i Catalogue of Life.